# Julio Villalba
Julio César Villalba Gaona (Ciudad del Este, 11 settembre 1998) è un calciatore paraguaiano, attaccante del Guayaquil City.

## Caratteristiche tecniche
È un centravanti.

## Carriera

### Club
Cresciuto nelle giovanili del Cerro Porteño, ha esordito il 5 aprile 2016 in un match vinto 2-1 contro lo Sp. Luqueño.
Nella sessione estiva di calciomercato 2016 viene acquistato dal Borussia M'gladbach, che lo lascia in prestito per un'altra stagione al club paraguaiano.

### Nazionale
Ha giocato nella nazionale paraguaiana Under-17.
Nel 2017 partecipa con la nazionale Under-20 paraguaiana al Campionato sudamericano, disputando 2 match.

## Statistiche

### Presenze e reti nei club
Statistiche aggiornate al 26 luglio 2017.
| Stagione             | Squadra              | Campionato           | Campionato | Campionato | Coppe nazionali | Coppe nazionali | Coppe nazionali | Coppe continentali | Coppe continentali | Coppe continentali | Altre coppe | Altre coppe | Altre coppe | Totale | Totale |
| Stagione             | Squadra              | Comp                 | Pres       | Reti       | Comp            | Pres            | Reti            | Comp               | Pres               | Reti               | Comp        | Pres        | Reti        | Pres   | Reti   |
| -------------------- | -------------------- | -------------------- | ---------- | ---------- | --------------- | --------------- | --------------- | ------------------ | ------------------ | ------------------ | ----------- | ----------- | ----------- | ------ | ------ |
| 2016                 | Cerro Porteño        | DP                   | 16         | 4          |                 | -               | -               | CL+CS              | 0+1                | 0                  |             | -           | -           | 17     | 4      |
| 2017                 | Cerro Porteño        | DP                   | 13         | 2          |                 | -               | -               | CS                 | 1                  | 1                  |             | -           | -           | 14     | 3      |
| Totale Cerro Porteno | Totale Cerro Porteno | Totale Cerro Porteno | 29         | 6          |                 | -               | -               |                    | 2                  | 1                  |             | -           | -           | 31     | 7      |
| Totale carriera      | Totale carriera      | Totale carriera      | 29         | 6          |                 | -               | -               |                    | 2                  | 1                  |             | -           | -           | 31     | 7      |

## Palmarès

### Club

#### Competizioni nazionali
- Campionato paraguaiano: 1

Cerro Porteño: 2017